# Portret Chateaubrianda
Portret Chateaubrianda je portretna slika iz leta 1809 francoskega slikarja Anne-Louis Girodet de Roussy-Triosona. Upodablja francoskega državnika in pisatelja Françoisa-Renéja de Chateaubrianda. Slednji je, tesno povezan s konservativnim gibanjem proti francoski revoluciji, v obdobju obnove v času španske odprave v letih 1822–1824 služil kot zunanji minister.

## Opis
Chateaubriand je med obiskom leta 1804 prikazan v melanholični drži z ruševinami starega Rima za njim. Prepihani Chateaubriand, ki strmi v ruševine Koloseja, je postal evokativna podoba zgodnjega romantičnega moškega ideala. Razstavljena je bila na Salonu leta 1810. Danes je slika v Musée d'Histoire de la Ville et du Pays Malouin v Saint-Malo v Bretanji.